# Ausgabenfunktion
Die Ausgabenfunktion ist eine in der Mikroökonomik verwendete Funktion, die angibt, wie viel ein Konsument minimal ausgeben muss, um ein gegebenes Nutzenniveau zu erreichen. Nutzenfunktion und Preise der Güter, mit denen der Nutzen erzielt werden kann, sind dabei vorgegeben.

## Definition und Bedeutung
Der Ausgangspunkt für die Herleitung der Ausgabenfunktion ist derselbe wie der zur Herleitung der Hicks’schen Nachfrage. Er besteht im Ausgabenminimierungsproblem
{\displaystyle \min _{(x_{1},\ldots ,x_{n})\in \mathbb {R} _{+}^{n}}\sum _{i=1}^{n}p_{i}x_{i}} unter den {\displaystyle n} Nebenbedingungen {\displaystyle u(x_{1},\ldots ,x_{n})\geq {\overline {u}}}.
(Details hierzu finden sich im Artikel Hicks’sche Nachfragefunktion.) Eine Lösung dieses mittels der Kuhn-Tucker-Methode lösbaren Optimierungsproblems bezeichnet man als Hicks’sche Nachfrage {\displaystyle \mathbf {x} ^{h}(\mathbf {p} ,{\overline {u}})}, wobei {\displaystyle \mathbf {x} =(x_{1},\ldots ,x_{n})} der Vektor der nachgefragten Gütermengen, {\displaystyle \mathbf {p} =(p_{1},\ldots ,p_{n})} der dazugehörige Preisvektor und {\displaystyle {\overline {u}}} ein ex ante gefordertes (Mindest)nutzenniveau ist. In Worten handelt es sich bei dieser Nachfrage also um diejenige Gütermenge – in Abhängigkeit von den Güterpreisen –, die erforderlich ist, um möglichst kostengünstig ein vorgegebenes Nutzenniveau {\displaystyle {\overline {u}}} zu erreichen. Setzt man die Hicks’sche Nachfrage {\displaystyle \mathbf {x} ^{h}(\mathbf {p} ,{\overline {u}})} nun wieder in die minimierte Funktion ein, so bezeichnet man die resultierende Funktion als Ausgabenfunktion {\displaystyle e}. Es ist also
{\displaystyle e\equiv \sum _{i=1}^{n}\left[p_{i}\cdot x_{i}^{h}(\mathbf {p} ,{\overline {u}})\right]{\overset {\mathrm {(vektoriell)} }{=}}\mathbf {p} \cdot \mathbf {x} ^{h}(\mathbf {p} ,{\overline {u}})}.
Während die Hicks’sche Nachfragefunktion die Gütermengen liefert, die im Ausgabenminimum nachgefragt werden, liefert die Ausgabenfunktion die Höhe der Ausgaben, welche dafür notwendig sind; mit anderen Worten ist {\displaystyle \mathbf {x} ^{h}(\mathbf {p} ,{\overline {u}})} das Argument des Minimums, während {\displaystyle e} das tatsächliche Minimum ist, weshalb man bereits bei der obigen Darstellung des Minimierungsproblems direkt hätte postulieren können, dass es gleich der Ausgabenfunktion ist.

## Eigenschaften
Es lässt sich zeigen, dass {\displaystyle e(\mathbf {p} ,{\overline {u}})} unter den üblichen Voraussetzungen – {\displaystyle u(\cdot )} stetig und streng monoton steigend – unter anderem folgende Eigenschaften aufweist Einige der Eigenschaften folgen auch schon unter der schwächeren Annahme der lokalen Nichtsättigung der zugrunde liegenden Präferenz-Indifferenz-Relation {\displaystyle R}. (Man bezeichnet eine Präferenzordnung als lokal nicht gesättigt, wenn für beliebiges {\displaystyle x_{a}\in X} und für jede {\displaystyle \epsilon }-Umgebung {\displaystyle U_{\epsilon }} um {\displaystyle x_{a}} ein {\displaystyle z\in U_{\epsilon }} existiert, mit dem {\displaystyle zPx_{a}}. Vgl. den Artikel Präferenzordnung.):
- homogen vom Grade eins in {\displaystyle \mathbf {p} }, sodass {\displaystyle e(\alpha \mathbf {p} ,\alpha y)=\alpha e(\mathbf {p} ,y)\;\forall \mathbf {p} ,y} und {\displaystyle \alpha >0};
- monoton steigend in {\displaystyle \mathbf {p} };
- streng monoton steigend in {\displaystyle {\overline {u}}} für {\displaystyle \mathbf {p} >\mathbf {0} };
- konkav in  {\displaystyle \mathbf {p} }.

## Herleitung der Nutzenfunktion
Die Ausgabenfunktion wurde oben aus der Nutzenfunktion heraus konstruiert. Unter bestimmten Voraussetzungen ist es darüber hinaus auch möglich, aus der Ausgabenfunktion die Nutzenfunktion zu konstruieren.
Herleitung der Nutzenfunktion aus der Ausgabenfunktion: Sei die Nutzenfunktion u stetig, streng monoton steigend in {\displaystyle \mathbf {x} } und quasi-konkav in {\displaystyle \mathbf {x} }. Sei {\displaystyle e(\mathbf {p} ,{\overline {u}})} die Ausgabenfunktion. Dann ist die ursprüngliche, für die Konstruktion von {\displaystyle e(\mathbf {p} ,{\overline {u}})} verwendete Nutzenfunktion wie folgt gegeben:
{\displaystyle u(\mathbf {x} )=\max _{\overline {u}}\left\{{\overline {u}}\left|\forall \mathbf {p} :\;\sum _{i=1}^{n}p_{i}x_{i}\geq e(\mathbf {p} ,{\overline {u}})\right.\right\}}